# Gallon

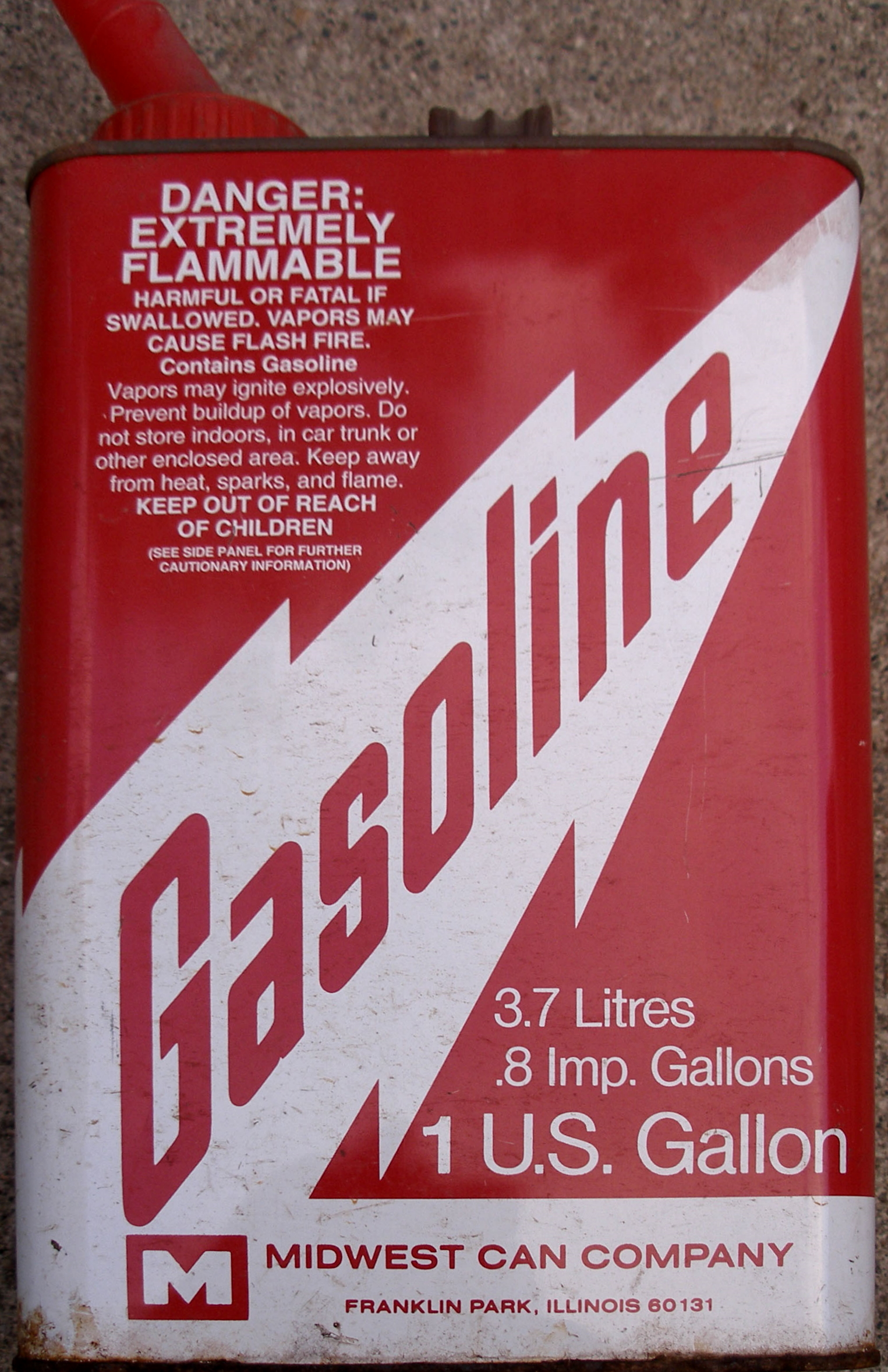
Benzineblik van 1 US gallon

Eenheden voor benzine die wereldwijd worden gebruikt:
Liter
Amerikaanse gallon
Imperiale gallon
Geen gegevens

Een gallon (afgekort gal) is een Angelsaksische inhoudsmaat.
In de Verenigde Staten is een US gallon wettelijk gedefinieerd als 231 kubieke inch en exact gelijk aan 3,785411784 liter.
In het Verenigd Koninkrijk was de imperial gallon tot 1 januari 2000 wettelijk gedefinieerd als exact 4,54609 liter. Dit was gebaseerd op het volume van 10 pond water van 62 °F. Sinds 1 januari 2000 is de gallon geen officiële inhoudsmaat meer in het Verenigd Koninkrijk.
Bij goede benadering zijn 6 Amerikaanse gallons gelijk aan 5 Imperiale gallons (verhouding 1,20106).